# Магус
«Магус» (рос. Магус) — детективне фентезі з елементами альтернативної історії українського письменника Володимира Аренєва, написаний 2004 року російською мовою, але вперше надрукований 2006 року.

## Сюжет
У світі, дуже схожому на Італію епохи Відродження, так само люблять і ненавидять, плетуть придворні інтриги й відправляють на той світ заклятих ворогів. Тут люди живуть пліч-о-пліч з представниками «маленького народця», а чарівники-законники суворо стежать за порядком. Одному з них, законнику на ім'я Магус Оберто, запропонували розслідувати начебто просту справу про зникнення родинних коштовностей у маєтку Циникуллі. Але під час розслідування почав розмотуватися клубок інтриг та зрад. І мало кому вдасться дійти до кінця оповіді незмінним, пропустивши через себе пружину світу, яка стрімко змінюється.